# Eralp Uzun
Eralp Hüseyin Uzun (* 2. Juli 1981 in West-Berlin; † 11. April 2013 in Berlin) war ein deutscher Schauspieler türkischer Abstammung.

## Leben
Bereits mit 16 Jahren war Eralp Uzun auf der Kinoleinwand zu sehen: In Nachtgestalten (1999) von Andreas Dresen.  Danach spielte er regelmäßig in verschiedenen Fernsehserien als Gast, zum Teil in Episodenhauptrollen. Darunter in Lisa Falk (1998), Sternenfänger (2002), Unser Charly (2004), Abschnitt 40 (2006), Alarm für Cobra 11 – Die Autobahnpolizei (2008, 2010).
Erste Theatererfahrungen sammelte er im Jahr 2000 beim Berliner Jugendtheater Strahl in Figaros Hochzeit in der Rolle des Figaro. Danach spielte er in der JugendTheaterWerkstatt Spandau. Hier besetzte ihn Regisseur Carlos Manuel in Hauptrollen: Peer Gynt (2001; im Programm der Berliner Festspiele 2002), Nachtasyl (2004), Die Brüder Karamasow (2006).
Er spielte die Serienhauptrolle Cemil „Jimmy“ Arkadas in der Comedyserie Alle lieben Jimmy (2006–2007), die für den Deutschen Fernsehpreis (2006), die Rose d’Or, den Prix Europa und sogar für den International Emmy, den Fernseh-Oscar in den USA (alle 2007) nominiert war. Nach der Serie gab es für Eralp Uzun eine tänzerische Herausforderung: Er nahm an der zweiten Staffel von Let’s Dance teil, in der er einen Langsamen Walzer und eine Rumba präsentierte.
Uzun wirkte in mehreren Kinofilmen mit, so etwa in der tabulosen Berlin-Satire Schwarze Schafe (2006). Zwischen der Polizei und einem afghanischen Drogenkartell stand er als Sohn eines Großdealers in Kopf oder Zahl (2009). In Straight (2008) war er in eine turbulente Dreierbeziehung im multikulturellen Berlin-Neukölln verwickelt. Der Film sorgte auf Filmfestivals (u. a. in den USA) für Furore. In der Kinokomödie Evet, ich will! (2009) spielte er einen homosexuellen Kfz-Mechaniker, der zwischen der Kultur seiner Herkunft und seinem deutschen Freund steht.
Eralp Uzun spielte im Mai 2008 in Recklinghausen Theater (Ruhrfestspiele). Im Theaterstück Goldener Westen (True West) war er Austin, eine der beiden Hauptfiguren. Das Stück schrieb der US-amerikanische Dramatiker und Schauspieler Sam Shepard Anfang der 1980er-Jahre. Regisseur der Inszenierung ist Frank Hoffmann, Intendant des Théâtre National du Luxembourg. Von September 2008 bis Januar 2009 war Eralp Uzun in dieser Rolle am Berliner Renaissance-Theater zu sehen.
Am 11. April 2013 wurde Uzun in der Wohnung seiner Eltern in Berlin tot aufgefunden. Zu seinem Gedenken pflanzten Familienangehörige und Freunde im Mai 2013 einen Apfelbaum auf der Streuobstwiese im Görlitzer Park in Berlin-Kreuzberg.

## Rollen

### Theater
- 2000: Figaros Hochzeit
- 2000: Clämoarr
- 2001: Peer Gynt
- 2004: Nachtasyl
- 2006: Die Brüder Karamasow
- 2008: Goldener Westen

### Fernsehen
- 1998: Lisa Falk
- 1999: Abgedreht
- 2000: Fieber 3
- 2001: Freestyle
- 2002: Sternenfänger
- 2003: Unser Charly
- 2004: Schulmädchen
- 2005–2007: Alle lieben Jimmy
- 2007: Let’s Dance
- 2008, 2010: Alarm für Cobra 11 – Die Autobahnpolizei (2 Episoden) als Cem Alada
- 2010: SOKO Stuttgart – Killesbergbaby als Ramin Barzani
- 2010–2012: Allein gegen die Zeit
- 2010: Polizeiruf 110: Zapfenstreich

### Film
- 1999: Nachtgestalten
- 2001: 100 Pro
- 2002: Kreuzgang
- 2004: Status Yo!
- 2006: Schwarze Schafe
- 2008: Straight
- 2008: African Race – Die verrückte Jagd nach dem Marakunda (Fernsehfilm)
- 2009: Evet, ich will!
- 2009: Sari Saten
- 2009: Kopf oder Zahl
- 2009: Schlaflos in Istanbul
- 2011: Fake Fiction Real